# Carteronius fuscus
Carteronius fuscus is een spinnensoort in de taxonomische indeling van de struikzakspinnen (Clubionidae).
Het dier behoort tot het geslacht Carteronius. De wetenschappelijke naam van de soort werd voor het eerst geldig gepubliceerd in 1896 door Eugène Simon.